# Guido Cappello
Guido Cappello (Pisa, 14 aprile 1933 – Milano, 1996) è stato uno scacchista italiano.

## Biografia
Nato a Pisa, si trasferì in giovane età a Gorizia, poi negli anni 1960 a Milano. 
Nel 1960 vinse a Perugia il Campionato italiano, alla pari con Alberto Giustolisi, Federico Norcia ed Enrico Paoli. Ottenne nello stesso anno il titolo di Maestro.
Nel campionato del 1963 ad Imperia sfiorò ancora il titolo, classificandosi a pari punti col vincitore Ennio Contedini, che prevalse per spareggio tecnico. In seguito realizzò altri ottimi piazzamenti: 3º-5º nel 1965, 3º nel 1967 e 1968, 2º-4º nel 1972.
Nel 1967 fu terzo al torneo di Savona e nel 1968 terzo a Milano, dove si era trasferito da qualche anno.
Partecipò dal 1966 al 1974 a quattro Olimpiadi, realizzando complessivamente +22 =13 –21 (50,9 %).
Nel 1964 prese parte al torneo internazionale di Baku, ottenendo un buon 5,5/11.
Fu anche un maestro per corrispondenza, realizzando ottimi piazzamenti in campionati dell'ASIGC (Associazione Italiana Gioco per Corrispondenza): 2º nel XV campionato, 4º nel XVIII, 4º-5º nel XVII e XVIII).
Di professione era ragioniere.